# 紫ババア
紫ババア（むらさきババア）は学校の怪談、都市伝説の一種。紫色をイメージカラーとする人物、キャラクターの愛称となることも多い。

## 解説
学校のトイレに現れる、全身紫色づくめの老婆。襲われた者は肝臓を抜き取られるが、「ムラサキムラサキムラサキ」と3回続けて唱えると退散する、というもの。紫色の物を手にして「ムラサキ」と唱えると良いともいう。
老婆の容姿は髪が腰に届くほど長く、紫の着物に加えて口に紫の口紅をつけており、長い爪で相手を引っ掻くともいう。
三時ババアのように、登場時刻が決まっておらずいきなり現れたり、トイレの花子さんのようにドアをノックすると現れるとも言われる。「不用意に呼んだ子供たちの足を取ってしまう」という派生もある。東京都東久留米市では、トイレにある鏡の中から飛び出して来るなどといわれる。トイレにあいた穴を紙で塞いでいたところ、その紙が破れて穴から老婆が飛び出して来たという話もある。
東京都近郊である老人が話したところによると、昔、貧乏な家に古い着物を1枚しか持っていなかった少女がおり、あるときに裕福な家から風で飛んできた紫色の高価な服を手にしたところ、その家の者に泥棒呼ばわりされ、汚名を着せられたまま老いて死に、その家の跡地が紫ババアの現れるトイレなのだという。